# Champanhe (vinho)
Champanhe (em francês:  champagne), champanha ou vin de champagne é um vinho branco espumante, produzido na região de Champagne, nordeste da França, através da fermentação da uva (uma espécie ou várias).
O champanhe é produzido na região administrativa de Champagne-Ardenne, cuja capital é Épernay.  Foi próximo a Épernay, no povoado de Hautvillers, que os monges Dom Pérignon e Dom Ruinart se esforçaram muito para domar os vinhos que fermentavam novamente nas garrafas, fazendo-as explodir.
Esta antiga província histórica produz igualmente os vinhos chamados "tranquilos" (não-espumantes) que levam a denominações de "Coteaux Champenois" para tintos e brancos -cujo mais famosos tintos vêm da aldeia de Bouzy - e "Rosé des Riceys" para rosados -vêm da aldeia Les Riceys, no sul da região.
No entanto, a região de Champagne produz, em grande maioria, vinhos espumantes (brancos ou rosados) chamados simplesmente de champanhe, sem mais especificações. Eles são produzidos obrigatoriamente à base apenas das uvas chardonnay, pinot noir e pinot meunier.

## História

### Surgimento
Aos romanos atribui-se o facto de terem plantado as vinhas na região, embora haja documentos históricos que atestem que a cultura da vinha vem de muito antes, como do famoso escritor de então Plínio, que escrevia já dos famosos vinhos e vinhas desta região, e aos romanos se deve o início da produção dos espumantes em França.
Um dos motivos que elevaram a fama deste vinho foi o fato de que em Reims, cidade mais importante de Champagne, foram coroados quase todos os grandes reis da França. A coroação acontecia na catedral de Notre-Dame de Reims, construída em 1225, e nas comemorações era servido champanhe. Por este motivo, ficou conhecido como o vinho dos reis e rainhas.

### Dom Pérignon

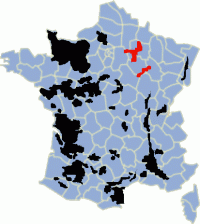
Mapa da França com as regiões produtoras de vinhos. A região em vermelho é a província de Champagne, França.

Com o aparecimento de Dom Pérignon, que era um monge beneditino da Abadia de Hautvillers, em 1670, houve uma "revolução" na produção do champanhe. A Dom Pérignon, um estudioso da matéria, deve-se a descoberta dos cinco principais elementos que em muito contribuíram para o champanhe tal como ele é hoje:
- A mistura de diferentes vinhos da região, conseguindo que o produto fique mais harmonioso.
- Separação e prensagem em separado das uvas pretas que predominam em Champagne, obtendo assim um cristalino sumo de uva.
- O uso de garrafas de vidro mais espesso para melhor permitirem a pressão da segunda fermentação em garrafa.
- O uso da rolha de cortiça, vinda de Espanha, que permitiu substituir o anterior sistema, pauzinhos de cânhamo embebidos em azeite.
- A escavação de profundas adegas, hoje galerias com vários quilômetros de extensão e usadas por todos os produtores, para permitir o repouso e envelhecimento do champanhe a uma temperatura constante.

### Denominação de origem controlada (AOC)

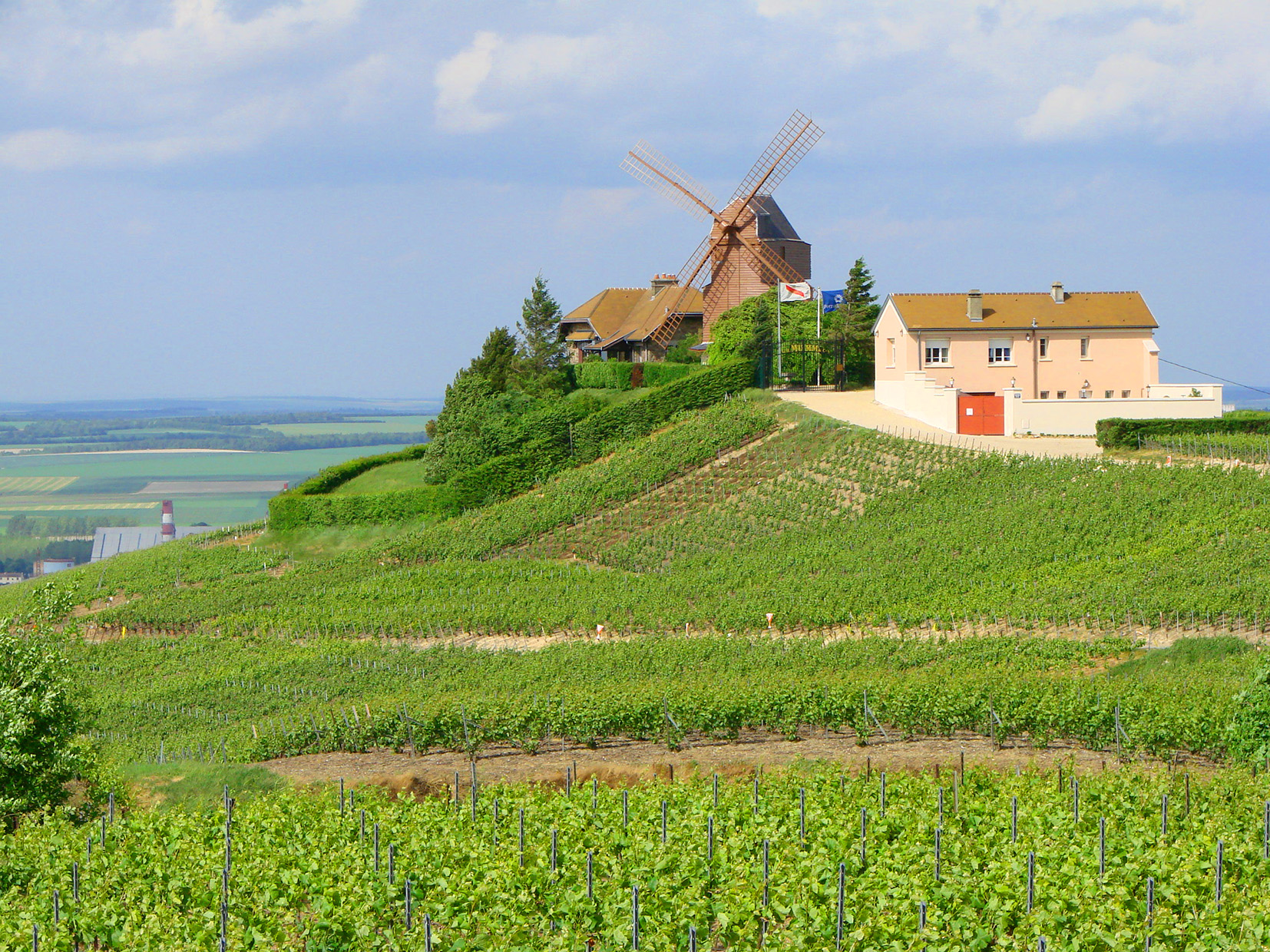
Vinhas para a produção de Champagne em Verzenay, subregião de Montagne de Reims

A região produtora de champanhe foi delimitada em 1927 e ocupa uma área de 32 mil hectares (a região demarcada do Douro, mais antiga e maior, foi criada em 1756 e ocupa 250 mil hectares).
O nome Champagne' é uma AOC, a mais rigorosa Denominação de Origem utilizada em França, equivalente à DOC utilizada em Portugal. A indicação "AOC" nunca aparece nas etiquetas das garrafas de champanhe, pois todos os vinhos com o nome original "Champagne" são produzidos na região, seguindo a legislação. Esta é a única apelação, junto com a de Cognac, que está dispensada desta menção, pois é a única região cujos vinhos são todos classificados (todas as outras regiões vendem vinhos DOC e vinhos desclassificados).
A palavra "champagne" também é protegida com grande vigilância, e apenas pode ser utilizada nos vinhos originais da região. Qualquer vinho semelhante, mesmo produzido pelo método champanhês noutros locais ou países, com exceção do Uruguai, só pode apelidar-se de "espumante" e nunca "champanhe".
Assim, a comuna de Champagne, com 660 habitantes, situada no cantão de Vaud, na Suíça, teve que renunciar a mencionar o nome de Champagne nos vinhos (não espumantes) produzidos em seu território - de 28 hectares - segundo um acordo internacional entre a Suíça e a União Europeia em dezembro de 1998.
Pela mesma razão, a firma Yves Saint-Laurent teve que interromper o lançamento de um perfume que tinha chamado de Champagne. O nome do perfume foi finalmente modificado, sendo comercializado sob o nome de Yvresse.
Entretanto, especialmente nos Estados Unidos, é comum vinhos espumantes apresentarem no rótulo a inscrição "champagne" ou "american champagne", prática combatida, por exemplo, pelo Champagne Bureau. No Brasil, alguns produtores gaúchos de vinhos espumantes conseguiram, nos anos 1970, autorização do Supremo Tribunal Federal, a corte máxima brasileira, para manter a denominação "champanhe" em seus rótulos, sob a alegação de que produziam o vinho antes da regulamentação de 1927. Dentre esses produtores que conseguiram a autorização, está a empresa Peterlongo.

## Fabrico

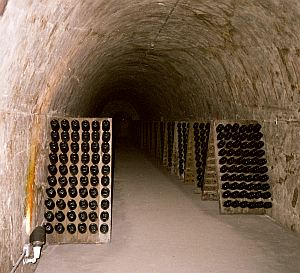
Caves em Reims

O processo de fabricação é demorado e caro, sendo praticamente o mesmo de há séculos. A principal alteração no processo foi supostamente introduzida por Nicole Ponsardin, a viúva de François Clicquot (Veuve Clicquot), que desenvolveu um método para retirar todo o fermento da garrafa (entretanto, o mais provável é que o método tenha sido criado pelo seu chefe de adega, segundo o livro "Champanhe - Como O Mais Sofisticado Dos Vinhos Venceu A Guerra E Os Tempos Dificeis", de Don e Petie Kladstrup). Antes disso o champanhe era turvo e com aroma residual de levedo. Um champanhe comum leva pelo menos dois anos para ficar pronto e os especiais até cinco anos. Ficam estocadas nos subterrâneos das cidades nos crayères, que são túneis cavados no giz. A casa Moët et Chandon tem 28 km de túneis onde estão armazenadas milhões de garrafas esperando a conclusão do processo de fabricação.
Quanto às uvas utilizadas, são três: a chardonnay (em maior proporção), a pinot noir e a pinot meunier. Estas últimas são uvas tintas mas os vinhos utilizados, elaborados sem a casca, são brancos.
O champanhe é um corte (mistura de vinhos em proporções determinada pelos enólogos) de trinta a até cerca de duzentos vinhos brancos. O tradicional é feito com um corte de cerca de 30% de vinhos brancos de uvas tintas, o rosé com corte de vinhos tintos, o blanc de blanc, apenas com uvas brancas e o blanc de noir elaborado apenas com uvas tinto.

## Classificação como Património Mundial
A UNESCO, na sua 39.ª sessão em 2015, classificou as Encostas, caves e lojas de Champagne como Património da Humanidade.

## Lista de produtores
| Casa                     | Data de Fundação | Local de Origem  | Cuvée de prestige (Premium label) Vintage where indica                                                      | Links Externos | Grupo                                    |
| ------------------------ | ---------------- | ---------------- | --- | -------------- | ---------------------------------------- |
| Henri Abelé              | 1757             | Reims            | Sourire de Reims                                                                                            | site           | Freixenet                                |
| Ayala                    | 1860             | Aÿ               | Grande Cuvée (Vintage)                                                                                      | site           | Société Jacques Bollinger                |
| Besserat de Bellefon     | 1843             | Épernay          | Cuvée des Moines                                                                                            | site           | Lanson International                     |
| Billecart-Salmon         | 1818             | Mareuil-sur-Aÿ   | brut Réserve                                                                                                |                | Independent                              |
| Bollinger                | 1829             | Aÿ               | Vieilles Vignes Françaises (Vintage) R.D. (Récemment Dégorgé) (Vintage)                                     | site           | Société Jacques Bollinger                |
| Boizel                   | 1834             | Épernay          | Joyau de France (Vintage)                                                                                   | site           | Groupe Boizel, Chanoine, Champagne (BCC) |
| Canard-Duchêne           | 1868             | Ludes            | Grande Cuvée Charles VII                                                                                    | site           | Alain Thiénot                            |
| De Castellane            | 1895             | Épernay          | Commodore (Vintage)                                                                                         | site           | Laurent Perrier                          |
| Cattier                  | 1918             | Chigny les Roses | Clos du Moulin                                                                                              | site           | Independent                              |
| Charles de Cazanove      | 1811             | Reims            | Stradivarius                                                                                                | -              | Groupe Rapeneau                          |
| Chanoine Frères          | 1730             | Reims            | gamme Tsarine                                                                                               | site           | Groupe Boizel, Chanoine, Champagne (BCC) |
| Delbeck                  | 1832             | Reims            | ? (Vintage)                                                                                                 | ?              | ?                                        |
| Deutz                    | 1838             | Aÿ               | Amour de Deutz (Vintage)                                                                                    | site           | Louis Roederer                           |
| Drappier                 | 1808             | Urville          | Grande Sendrée (Vintage)                                                                                    | site           | Family-owned                             |
| Duval-Leroy              | 1859             | Vertus           | Femme de Champagne (Only made in above average years) Fleur de Champagne (Only made in above average years) | site           | Family-owned                             |
| Nicolas Feuillatte       | 1972             | Chouilly         | Palmes d'Or                                                                                                 | site           | Cooperativa CV CNF                       |
| Gauthier                 | 1858             | Épernay          | Grande Réserve Brut                                                                                         | site           | Lanson International                     |
| Paul Goerg               | 1950             | Vertus           | Cuvée Lady C. (Vintage)                                                                                     | site           | -                                        |
| Gosset                   | 1584             | Aÿ               | Celebris (Vintage) Grand Millésime (Vintage)                                                                | site           | Renaud-Cointreau                         |
| Heidsieck & Co Monopole  | 1785             | Épernay          | Diamant Bleu (Vintage)                                                                                      | site           | Vranken-Pommery Monopole                 |
| Charles Heidsieck        | 1851             | Reims            | Blanc des Millénaires (Vintage)                                                                             | site           | Rémy-Cointreau                           |
| Henriot                  | 1808             | Reims            | Cuvée des Enchanteleurs (Vintage) brut Souverain (Vintage)                                                  | site           | Independent                              |
| Krug                     | 1843             | Reims            | Krug (Vintage) Clos du Mesnil (Only made in above average years)                                            | site           | LVMH                                     |
| Charles Lafitte          | 1848             | Épernay          | Orgueil de France (Only made in above average years)                                                        | site           | Vranken-Pommery Monopole                 |
| Lanson                   | 1760             | Reims            | Noble Cuvée (Vintage)                                                                                       | site           | Lanson International                     |
| Laurent-Perrier          | 1812             | Tours-sur-Marne  | Grand Siècle                                                                                                | site           | Laurent Perrier                          |
| Mercier                  | 1858             | Épernay          | Vendange (Vintage)                                                                                          | site           | LVMH                                     |
| Moët & Chandon           | 1743             | Épernay          | Dom Pérignon (vinho)(Vintage)                                                                               | site           | LVMH                                     |
| Moutard-Diligent         | 1927             | Buxeuil, Aube    | Vieilles Vignes "cépage Arbane", Cuvée "6 Cépages"                                                          | site           | Independent                              |
| Mumm                     | 1827             | Reims            | Blanc de Blancs de Cramant Blanc de Noirs de Verzenay                                                       | site           | Pernod Ricard                            |
| Bruno Paillard           | 1981             | Reims            | Nec Plus Ultra (Vintage) brut première cuvée (Vintage)                                                      | site           | Independent                              |
| Perrier Jouët            | 1811             | Épernay          | Belle Époque (Vintage)                                                                                      | site           | Pernod Ricard                            |
| Piper-Heidsieck          | 1785             | Reims            | Rare | site           | Rémy-Cointreau                           |
| Pommery                  | 1836             | Reims            | Cuvée Lyesse (Vintage)                                                                                      | site           | Vranken-Pommery Monopole                 |
| Louis Roederer           | 1776             | Reims            | Cristal de Rœderer (Vintage)                                                                                | site           | Independent en relation avec Deutz       |
| Pol Roger                | 1849             | Épernay          | Sir Winston Churchill (Vintage)                                                                             | site           | Independent                              |
| Ruinart                  | 1725             | Reims            | Dom Ruinart (Vintage) Ruinart blanc de blancs (Vintage)                                                     | site           | LVMH                                     |
| Marie Stuart             | 1867             | Reims            | Cuvée de la Sommelière Brut Millésimé (Vintage)                                                             | site           | Alain Thiénot                            |
| Taittinger               | 1734             | Reims            | Comtes de Champagne (Vintage)                                                                               | site           | Taittinger                               |
| Thiénot                  | 1985             | Reims            | Grande Cuvée (Vintage) Cuvée Stanislas                                                                      | site           | Alain Thiénot                            |
| de Venoge                | 1837             | Épernay          | Grand Vin des Princes (Vintage)                                                                             | site           | Groupe Boizel, Chanoine, Champagne site  |
| Veuve Clicquot Ponsardin | 1772             | Reims            | La Grande Dame (Vintage) Carte jaune (Vintage) Clicquot Rich Reserve (Vintage)                              | site           | LVMH                                     |
| Vranken                  | 1979             | Épernay          | Demoiselle (only in above average years)                                                                    | site           | Vranken-Pommery Monopole                 |

## Classificações

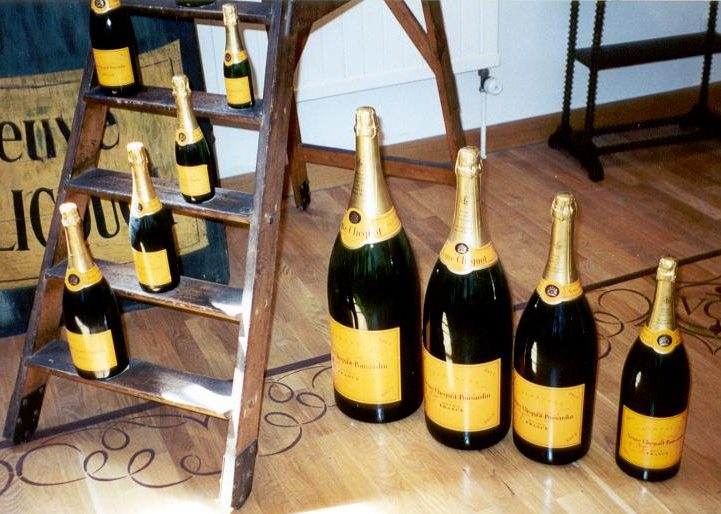
Garrafas de champanhe Veuve Clicquot

Podemos ter seis classificações conforme o teor de açúcar adicionado para a segunda fermentação: Doux (Doce), Demi-Sec (Meio-seco), Sec (Seco), Extra-Sec (Extra-seco), Brut (Bruto) e Extra-Brut (Extra-bruto) e o "Nature" (Pas Dose). Devido às subtis diferenças de paladar, os mais fabricados e vendidos são o Demi-Sec e o Brut.
A maioria dos Champagnes não são safrados, apenas nas vindimas excepcionais são produzidos os Millésimes, que declaram a safra. Quando as Pinot também provêm de uma vindima de grande qualidade são produzidos os Millésimes Rose, que são os mais caros. O último grande ano foi 2002, mas a safra de 2009 tem sido apontada como a melhor em muitos anos.
Há uma terceira classificação dos champanhes, que são os chamados "Cuvée de Prestige". Trata-se de o melhor vinho que a casa pode oferecer, elaborado a partir de uvas provenientes de Grand Crus (ver abaixo) e envelhecido por muitos anos. Geralmente a produção dos Cuvée de Prestige é restrita e, embora o preço de custo não seja tão maior do que o um Millésime, o preço final ao consumidor incorpora o fator luxo e pode chegar a dezenas de vezes o preço de produção. Os Cuvée de Prestige podem ou não ser safrados, sendo os safrados mais comuns. Em geral são "batizados" com o nome de uma personalidade ("Dom Pérignon" é o Cuvée de Prestige da Moët-Chandon; "La Grande Dame" (a viúva Clicquot) é o Cuvée de Prestige da Veuve Clicquot; "Sir Winston Churchill" é o Cuvée de Prestige da Pol Roger) ou um nome fantasia de reconhecimento mundial ("Cristal" é o Cuvée de Prestige da Louis Roederer). A busca pela perfeição dos produtores de champanhe atinge seu ápice com os Cuvée de Prestige de dégorgement tardio (estes vinhos são conhecidos também por "champanhes monumentais"), como a linha "Dom Pérignon Oenothèque" ou a linha "Krug Collection". No caso da Dom Pérignon Oenothèque, por exemplo, o dégorgement tardio fez com que a safra de 1995 só fosse ao mercado em 2009.
Existe ainda mais uma classificação importante: a da qualidade do vinhedo de onde provém a uva. Cada região é chamada de cru. Quando temos condições muito boas de solo e microclima o vinhedo é classificado Premier Cru e quando estas condições são impecáveis, chamamos Grand Cru.

## Métodos de vinificação de outros espumantes

### Método champenoise, tradicional ou clássico
Esta é uma forma de processar vinhos espumantes realizando a segunda fermentação na própria garrafa, conforme já descrito acima. Este é o método utilizado para a produção do autêntico champagne, também sendo empregado em outros espumantes de qualidade superior. A invenção deste processo é outorgada ao monge beneditino Dom Pérignon.
O método consiste principalmente numa dupla fermentação do mosto, primeiro em tanques, e o segundo nas garrafas, em adega, fazendo o remuage (rotação das garrafas) regularmente.
A primeira fermentação, chamada fermentação alcoólica é idêntica à que sofrem os vinhos comuns (ou seja não efervescentes). O vinho básico geralmente é vinificado em tanques mas alguns produtores preferem fazer a vinificação em barris de carvalho; é o caso das casas Krug e Bollinger.
No início do ano (que segue a colheita), os vinhos estão prontos para a mistura (ou corte) em que as proporções podem variar a cada ano incluindo vinhos de diferentes produtores ou mesmo de safras.   Nenhum outro AOC na França permite este tipo de mistura de vinho de diferentes safras.
No momento de engarrafar o vinho básico assim obtido, é acrescentado um composto de fermentos e cerca de 24g de açúcar por litro de vinho. Isso provocará a última fermentação e é esta segunda fermentação que vai dar nascimento às bolhas de dióxido de carbono.  A garrafa então é tapada com uma cápsula metálica parecida com as das garrafas de cerveja.
Porém, esta segunda fermentação provoca o surgimento de borras que deverão ser retiradas do vinho.
Segue então o período de descanso do vinho em garrafas durante cerca de um ano para os não safrados (ou millésimées) e de três anos ou mais para as garrafas safradas.
Após este período as garrafas são colocadas em estantes com o gargalo para baixo. A cada dia, as garrafas são remuées, ou seja, giradas de um quarto de volta, de um movimento seco, a fim de descolar as borras da parede da garrafa e fazê-las descer para o gargalo.  Em alguns produtores essa prática é feita ainda manualmente enquanto os grandes produtores já o fazem com equipamentos automatizados.  Para retirar o depósito de borra, congela-se então o gargalo num banho de salmoura a -25°C, tira-se a cápsula e a borra é expulsa pelo gás sob pressão, uma operação chamada "degorjamento" O volume de champanhe assim perdido é substituído por uma mistura de vinho e açúcar, chamado licor ou vinho de dosagem.   A quantidade de açúcar presente no licor vai determinar se o champanhe será brut, sec ou demi sec.
Existem também champanhes não dosados: completa-se o nível da garrafa com vinho em vez do licor de dosagem. Entre os não dosados encontramos o Drappier à Urville, Georges Vesselle à Bouzy, Laurent- Perrier à Tours-sur-Marne, Paul Goerg à Virtudes ou Piper-Heidsieck em Reims.
Nesse momento a garrafa de champanhe será tapada com a sua famosa rolha de cortiça e mantida em adega para o envelhecimento (maturação) antes de comercialização
A União Europeia declarou que a expressão “Méthode champenoise” só pode ser utilizada para vinhos provenientes da região francesa de Champagne, aprovando o uso da expressão Méthode traditionnelle para os vinhos produzidos pelo mesmo sistema em outras regiões geográficas. Produtos que não estejam em conformidade com esta norma, o que se encontra com facilidade em vários países, não podem ser oferecidos no mercado da comunidade.

### Método Charmat
Também chamado Charmat-Martinotti, este processo é um método mais econômico que o Método Champenoise para criar gás carbônico nos espumantes. O vinho é submetido à segunda fermentação em tanques de aço inoxidável (em vez da própria garrafa) e é engarrafado sob pressão. O processo é similar ao de fabrico de refrigerantes, diferindo deste na medida em que o gás carbônico do espumante é produzido na segunda fermentação (enquanto o do refrigerante é simplesmente adicionado por uma fonte externa ao processo).
Este processo foi inventado em 1895 pelo enólogo italiano Federico Martinotti mas foi patenteado em 1907 pelo francês Eugène Charmat.

### Método antigo ou método por fermentação espontânea
É o método mais antigo, chamado método rural, artesanal ou ancestral, dependendo também da região. Consiste em engarrafar o vinho precocemente antes que a fermentação alcoólica do mosto termine. Os açúcares naturais da uva e fermentos ficam assim fechados na garrafa, onde a fermentação alcoólica vai poder terminar. É o CO2 produzido durante este fim de fermentação natural que vai produzir a efervescência ao vinho. Desde o início até o fim da fermentação as garrafas continuam fechadas e em nenhum momento são abertas ou existe alguma intervenção no processo. Graças à sua simplicidade, este método não necessita nenhuma troca de rolhas ou tampas, decantação ou rotação das garrafas. Alguns vinhos de Limoux são ainda vinificados desta maneira.

### Método por Transferência
Como com os métodos tradicionais, a fermentação é feita na garrafa mas não há deposição de borra. O vinho já fermentado é retirado da sua garrafa (as garrafas são enxaguadas para ser reutilizadas) e é filtrado num tanque sob pressão, onde recebe um vinho de dosagem. Sempre sob pressão (graças a uma câmara isobárica) o vinho é colocado de volta nas garrafas com o seu gás carbônico natural

### Método "Dioise"
Funciona como o método antigo onde os açúcares e fermentos naturais da uva ocupam-se da fermentação salvo que, após a fermentação (em garrafa e adega) esvazia-se as garrafas a frio para efetuar uma filtragem dos fermentos, como feito com o método por transferência, mas sem adição de vinho de dosagem. Entretanto as garrafas são enxaguadas para receber de novo o seu conteúdo, que foi filtrado entre dois tanques isobáricos que mantêm o vinho à pressão inicial.
É o método usado no Vale do Drôme.

### Método contínuo (ou método russo)
O vinho circula durante 24 horas por dia dentro de uma série de tanques que contêm aparas de carvalho ou outros materiais e fazem a fermentação do açúcar do vinho. No final do processo, com o último tanque, o vinho é imediatamente engarrafado num tanque isobárico.

### Método de gaseificação
O gás carbônico não provem de uma fermentação e sim de um aparelho chamado "saturador" que é introduzido no vinho sob pressão. Também é engarrafado num tanque isobárico.

### Metodo Marone-Cinzano
Neste método, a primeira parte da fermentação é feita conforme o método clássico e a segunda como o método Charmat.  Ele não é mais usado porque a economia obtida é minima e a qualidade é, sem dúvida, bem inferior.

### Método do tanque fechado
A fermentação não se realiza na garrafa mas num tanque sob pressão. Para compensar a perda de gás carbônico durante o engarrafamento, uma quantidade suplementar de gás é injetado na garrafa. Auguste Charmat inventou este método em 1907 na Universidade de Montpellier. Este método é utilizado para fabricar Sekt alemães, os vinhos sardes, as cidras, etc.